# Erythroxylum bezerrae
Erythroxylum bezerrae är en tvåhjärtbladig växtart som beskrevs av T. Plowman. Erythroxylum bezerrae ingår i släktet Erythroxylum och familjen Erythroxylaceae. Inga underarter finns listade i Catalogue of Life.